# Голос (Россия, сезон 5)
Пятый сезон вокального телешоу «Голос». Выходил в эфир Первого канала со 2 сентября по 30 декабря 2016 года. С января по апрель 2017 года (впервые в истории телешоу) был проведён концертный тур по городам России.. Григорий Лепс и Полина Гагарина остались членами жюри после четвёртого сезона телешоу. Александр Градский и Баста покинули проект; вместо них в качестве наставников были приглашены Дима Билан и Леонид Агутин, занимавшие красные кресла на протяжении трёх первых сезонов «Голоса».

## Наставники
- Наставники сезона
- Дима Билан
- Полина Гагарина
- Леонид Агутин
- Григорий Лепс

- Дима Билан — российский певец, автор песен, актёр, победитель песенного конкурса «Евровидение-2008».
- Полина Гагарина — российская эстрадная певица, актриса кино и телевидения, победительница второго сезона проекта «Фабрика звёзд», представительница России на песенном конкурсе «Евровидение-2015», где заняла 2-е место.
- Леонид Агутин — советский и российский певец, поэт-песенник, композитор, заслуженный артист РФ.
- Григорий Лепс — советский и российский эстрадный певец, композитор, продюсер, заслуженный артист РФ.

## Команды
| - Первое место - Второе место - Третье место - Четвёртое место | - Выбыл в полуфинале - Выбыл в четвертьфинале - Выбыл в нокаутах - Спасён в поединках (имя вычеркнуто) - Выбыл в поединках |

| Наставники                             | Топ 57 участников   | Топ 57 участников         | Топ 57 участников    | Топ 57 участников  | Топ 57 участников | Топ 57 участников |
| -------------------------------------- | ------------------- | ------------------------- | -------------------- | ------------------ | ----------------- | ----------------- |
| Дима Билан                             |                     |                           |                      |                    |                   |                   |
| Кайрат Примбердиев                     | Олег Кондраков      | Оксана Казакова           | Торнике Квитатиани   | Олег Сидоров       | Валерия Гехнер    |                   |
| Алёна Поль                             | Ян Маерс            | Юрий Юшкевич              | Влади Блайберг       | Сардор Милано      | Верико Тухашвили  |                   |
| Аурика Мгои                            | Екатерина Гордон    | Полина Кузовкова          | Алексей Романов      |                    |                   |                   |
| Полина Гагарина                        |                     |                           |                      |                    |                   |                   |
| Сардор Милано                          | Михаил Житов        | Татьяна Шаманина          | Екатерина Ковская    | Аделина Моисеева   | Хенсли Пойнен     |                   |
| Роман Багаджиян                        | Амината Савадого    | Александра Гомель         | Илья Хвостов         | Луиза Имангулова   | Бажана Животкова  |                   |
| Юлия Литош                             | Чарли Армстронг     | Аслан Ахмадов             | Елена Екимова        |                    |                   |                   |
| Леонид Агутин                          |                     |                           |                      |                    |                   |                   |
| Дарья Антонюк                          | Ксения Коробкова    | Вадим Капустин            | Влади Блайберг       | Елена Алексеева    | Николь Кнаус      |                   |
| Уильям Борхес Идальго                  | Владислав Венгли    | Борис Шешера              | Аделина Моисеева     | Кайрат Примбердиев | Алла Головизнина  |                   |
| Дарья Мельникова                       | Темур и Денис Хагба | Катерина Балыкбаева       | Александра Кузнецова | Андрей Проценко    |                   |                   |
| Григорий Лепс                          |                     |                           |                      |                    |                   |                   |
| Александр Панайотов                    | Дария Ставрович     | Нико Неман                | Луиза Имангулова     | Илья Хвостов       | Кирилл Бабиев     |                   |
| Сергей Ручкин                          | Юлиана Мелкумян     | Евгения Дравина           | Елена Алексеева      | Олег Кондраков     | Алла Омелюта      |                   |
| Марина Макенза                         | Ольга Абдуллина     | Василина Краснослободцева | Василий Уриевский    |                    |                   |                   |
| Спасённые участники выделены курсивом. |                     |                           |                      |                    |                   |                   |

## Слепые прослушивания

### Выпуск № 1: Слепые прослушивания. 1-я неделя
Выпуск вышел в эфир 2 сентября 2016 года.
| №  | Исполнитель                                                    | Песня                                                                        | Наставники и их выбор | Наставники и их выбор | Наставники и их выбор | Наставники и их выбор |
| №  | Исполнитель                                                    | Песня                                                                        | Билан                 | Гагарина              | Агутин                | Лепс                  |
| -- | -------------------------------------------------------------- | ---------------------------------------------------------------------------- | --------------------- | --------------------- | --------------------- | --------------------- |
| 1  | Юлиана Мелкумян 22 года, Саратов                               | «Путь» (Сергей Саватеев)                                                     |                       |                       |                       |                       |
| 2  | Торнике Квитатиани 24 года, Москва                             | «Wicked Game» (Крис Айзек)                                                   |                       |                       | —                     | —                     |
| 3  | Василина Краснослободцева 28 лет, Балашиха, Московская область | «Лирическая песенка» (Юрий Милютин / Евгений Долматовский)                   | —                     | —                     | —                     |                       |
| 4  | Петр Новиков 38 лет, Москва                                    | «Bubamara» (Вожислав Аралика, Нелле Карайлич, Деян Спаравало, Йован Николич) | ―                     | ―                     | ―                     | ―                     |
| 5  | Ксения Коробкова 27 лет, с. Черницыно, Курская область         | «I’m Your Baby Tonight» (Эл-Эй Рид, Бэбифейс)                                |                       |                       |                       |                       |
| 6  | Мерием Герасименко 22 года, Минск, Республика Беларусь         | «Вьюга» (Филипп Гинзбург (Писарев) / Егор Захаров)                           | —                     | —                     | —                     | —                     |
| 7  | Юрий Юшкевич 19 лет, Санкт-Петербург                           | «Ave Maria» (Франц Шуберт)                                                   |                       | —                     | —                     | —                     |
| 8  | Юлия Литош 37 лет, Сочи                                        | «I Сan’t Stand The Rain» (Дон Брайант, Бернард Миллер, Энн Пиблз)            | —                     |                       | —                     | —                     |
| 9  | Александр Онищенко 23 года, Луганск, Украина                   | «Пьяное солнце» (Руслан Квинта — Виталий Куровский)                          | —                     | —                     | —                     | —                     |
| 10 | Алла Головизнина 25 лет, Пермь                                 | «Старый отель» (Евгений Хавтан / Карен Кавалерян)                            |                       | —                     |                       | —                     |
| 11 | Ян Маерс 28 лет, Минск, Республика Беларусь                    | «Starlight» (Мэттью Беллами)                                                 |                       |                       | —                     |                       |

| № | Исполнители                                                          | Песня |
| - | -------------------------------------------------------------------- | --- |
| 1 | Дина Гарипова, Сергей Волчков, Александра Воробьева, Иеромонах Фотий | «Мелодия» (Александра Пахмутова / Николай Добронравов)                                                                    |
| 2 | Дима Билан, Полина Гагарина, Леонид Агутин, Григорий Лепс            | «Gimme All Your Lovin’» / «Подари мне свою любовь» (Билли Гиббонс, Дасти Хилл, Фрэнк Бирд, русский текст — Леонид Агутин) |

### Выпуск № 2: Слепые прослушивания. 2-я неделя
Выпуск вышел в эфир 9 сентября 2016 года.
| №  | Исполнитель                                            | Песня | Наставники и их выбор | Наставники и их выбор | Наставники и их выбор | Наставники и их выбор |
| №  | Исполнитель                                            | Песня | Билан                 | Гагарина              | Агутин                | Лепс                  |
| -- | ------------------------------------------------------ | --- | --------------------- | --------------------- | --------------------- | --------------------- |
| 1  | Владимир Кумарин 37 лет, Тамбов                        | «Мой друг лучше всех играет блюз» (Евгений Маргулис / Андрей Макаревич)                                      | —                     | —                     | —                     | —                     |
| 2  | Дарья Антонюк 20 лет, Зеленогорск, Красноярский край   | «Stand Up for Love» (Дэвид Фостер, Эми С. Фостер)                                                            |                       |                       |                       |                       |
| 3  | Валерия Гехнер 45 лет, Санкт-Петербург                 | «Моя цыганская» (Владимир Высоцкий)                                                                          |                       |                       |                       | —                     |
| 4  | Алексей Романов 29 лет, Тюмень                         | «Rise Like a Phoenix» (Джулиан Маас, Чарли Мэйсон, Али Зуцковски, Джои Патулка)                              |                       | ―                     | —                     | —                     |
| 5  | Оксана Андреева 40 лет, п. Власиха, Московская область | «Соловей» (Александр Алябьев / Антон Дельвиг)                                                                | —                     | —                     | —                     | —                     |
| 6  | Амината Савадого 22 года, Рига, Латвия                 | «Я тебя не прощу никогда» (Константин Меладзе)                                                               |                       |                       | —                     | —                     |
| 7  | Эрик Зенков 26 лет, Кронштадт                          | «Ain’t Nobody» (Дэвид Волински)                                                                              | —                     | —                     | —                     | —                     |
| 8  | Александра Гомель 27 лет, Краснодар                    | «What Love Can Be» (Брюс Гоуди, Ленни Вольф, Марти Вольф)                                                    |                       |                       |                       | —                     |
| 9  | Марианна Попова 29 лет, Москва                         | «Созрела» (Земфира)                                                                                          | —                     | —                     | —                     | —                     |
| 10 | Кирилл Бабиев 26 лет, Ростов-на-Дону                   | «Numb» (Честер Беннингтон, Роберт Грегори Бурдон, Брэд Делсон, Дэвид Майкл Фаррелл, Джозеф Хан, Майк Шинода) |                       | —                     | —                     |                       |
| 11 | Дарья Мельникова 18 лет, Ижевск                        | «Намалюю тобі зорі» (Брендон Стоун / Тина Кароль)                                                            |                       |                       |                       |                       |
| 12 | Илья Хвостов 26 лет, Калининград                       | «Feel» (Робби Уильямс, Гай Чемберс)                                                                          | —                     |                       | —                     | —                     |

### Выпуск № 3: Слепые прослушивания. 3-я неделя
Выпуск вышел в эфир 16 сентября 2016 года.
| №  | Исполнитель                                          | Песня | Наставники и их выбор | Наставники и их выбор | Наставники и их выбор | Наставники и их выбор |
| №  | Исполнитель                                          | Песня | Билан                 | Гагарина              | Агутин                | Лепс                  |
| -- | ---------------------------------------------------- | --- | --------------------- | --------------------- | --------------------- | --------------------- |
| 1  | Александр Гордон 52 года, Обнинск, Калужская область | «In the Death Car» (Горан Брегович, Габриэле Балдассари, Доминике Марфиси, Фелипе Оливьери / Игги Поп, Доминике Марфиси)                                                         | —                     | —                     | —                     | —                     |
| 2  | Оксана Казакова 34 года, Москва                      | «Карточный домик» (Виктор Резников / Лилия Виноградова) |                       |                       |                       |                       |
| 3  | Владислав Венгли 21 год, Санкт-Петербург             | «Uptown Funk» (Марк Ронсон, Джефф Баскер, Бруно Марс, Филипп Лоуренс, Девон Галласпы, Николас Уильямс, Лонни Симмонс, Рудольф Тейлор, Ронни Уилсон, Чарли Уилсон, Роберт Уилсон) |                       |                       |                       | —                     |
| 4  | Николь Кнаус 21 год, Москва                          | «New York, New York» (Джон Кандер, Фред Эбб) | —                     |                       |                       |                       |
| 5  | Карен Арутюнян 36 лет, Саратов                       | «Дорожная» (Гарик Сукачев) | —                     | —                     | —                     | —                     |
| 6  | Ирина Климова 49 лет, Москва                         | «Там нет меня» (Игорь Николаев / Павел Жагун) | —                     | —                     | —                     | —                     |
| 7  | Уильям Борхес Идальго 36 лет, Ольгин, Куба           | «La Noche Oscura» (Никита Богословский / Орландо Марака Вайе) | —                     |                       |                       | —                     |
| 8  | Верико Тухашвили 17 лет, Москва                      | «Одно и то же» (Леонид Терещенко / Екатерина Иванчикова) |                       | —                     | —                     | —                     |
| 9  | Михаил Стовбун 23 года, Киев, Украина                | «Happy» (Фаррелл Уильямс) | —                     | —                     | —                     | —                     |
| 10 | Елена Екимова 28 лет, Новосибирск                    | «7 Seconds» (Камерон МакВей, Джонатан Шарп, Нене Черри, Юссу Н’Дур) | —                     |                       | —                     |                       |
| 11 | Алла Омелюта 26 лет, Москва                          | «Мой первый день» (Игорь Крутой / Римма Казакова) | —                     | —                     | —                     |                       |
| 12 | Сергей Ручкин 41 год, Изюм, Украина                  | «Can You Feel the Love Tonight» (Элтон Джон, Тим Райс) |                       |                       | —                     |                       |

### Выпуск № 4: Слепые прослушивания. 4-я неделя
Выпуск вышел в эфир 23 сентября 2016 года.
| №  | Исполнитель                                                      | Песня                                                           | Наставники и их выбор | Наставники и их выбор | Наставники и их выбор | Наставники и их выбор |
| №  | Исполнитель                                                      | Песня                                                           | Билан                 | Гагарина              | Агутин                | Лепс                  |
| -- | ---------------------------------------------------------------- | --------------------------------------------------------------- | --------------------- | --------------------- | --------------------- | --------------------- |
| 1  | Темур и Денис Хагба 35 лет/29 лет, Гудаута, Грузия               | «We’re In This Love Together» (Роджер Мерра, Кит Стегал)        |                       |                       |                       | —                     |
| 2  | Валерия Паскарь 32 года, Калининград                             | «До свидания, мама!» (Николай Девлет-Кильдеев / Павел Жагун)    | —                     | —                     | —                     | —                     |
| 3  | Алена Тер‑Осипова 21 год, Москва                                 | «Candyman» (Кристина Агилера, Линда Перри)                      | —                     | —                     | —                     | —                     |
| 4  | Кайрат Примбердиев 31 год, Бишкек, Кыргызстан                    | «It’s a Man’s World» (Джеймс Браун, Бетти Джин Ньюсом)          | —                     |                       |                       | —                     |
| 5  | Полина Кузовкова 27 лет, Санкт-Петербург/остров Пханган, Таиланд | «Останусь» (Леонид Притула, Дмитрий Притула, Валерий Стронский) |                       |                       | —                     | —                     |
| 6  | Виктор Щежин‑Бурко 39 лет, Королев                               | «It’s a Sin» (Нил Теннант / Крис Лоу)                           | —                     | —                     | —                     | —                     |
| 7  | Евгения Дравина 19 лет, Москва                                   | «Ты снишься мне» (Алексей Мажуков / Николай Шумаков)            | —                     | —                     | —                     |                       |
| 8  | Александр Панайотов 32 года, Запорожье, Украина                  | «All by Myself» (Сергей Рахманинов, Эрик Кармен / Эрик Кармен)  |                       |                       |                       |                       |
| 9  | Луиза Имангулова 31 год, с. Сукаевка, Самарская область          | «Колечушко» (Народная, Александр Пушкин)                        | —                     |                       | —                     | —                     |
| 10 | Василий Уриевский 32 года, Саратов                               | «Make It Rain» (Том Уэйтс, Кэтлин Бреннан)                      | —                     | —                     | —                     |                       |
| 11 | Никита Савельев 22 года, с. Красная Звезда, Курганская область   | «Прощай» (Вячеслав Добрынин / Леонид Дербенев)                  | —                     | —                     | —                     | —                     |
| 12 | Вадим Капустин 43 года, Барнаул, Алтайский край                  | «All of Me» (Джон Ледженд, Тоби Гад)                            | —                     |                       |                       |                       |

### Выпуск № 5: Слепые прослушивания. 5-я неделя
Выпуск вышел в эфир 30 сентября 2016 года.
| №  | Исполнитель                                             | Песня                                                                                         | Наставники и их выбор | Наставники и их выбор | Наставники и их выбор | Наставники и их выбор |
| №  | Исполнитель                                             | Песня                                                                                         | Билан                 | Гагарина              | Агутин                | Лепс                  |
| -- | ------------------------------------------------------- | --------------------------------------------------------------------------------------------- | --------------------- | --------------------- | --------------------- | --------------------- |
| 1  | Егор Ковайков 35 лет, Рига, Латвия                      | «Bamboleo» (Тони Бальярдо, Чико Бучикхи, Симон Диас / Чико Бучикхи, Симон Диас, Николя Рейес) | —                     | —                     | —                     | —                     |
| 2  | Екатерина Гордон 35 лет, Москва                         | «Забирай рай» (Екатерина Гордон)                                                              |                       | —                     | —                     | —                     |
| 3  | Чарли Армстронг 48 лет, Сент-Мишель, Барбадос           | «You’re the First, the Last, My Everything» (Питер Рэдклифф, Тони Сепе, Барри Уайт)           | —                     |                       | —                     | —                     |
| 4  | Александра Кузнецова 28 лет, Санкт-Петербург            | «Молчи и обнимай меня крепче» (Александра Кузнецова / Марина Кацуба)                          |                       |                       |                       | —                     |
| 5  | Максим Галкин 40 лет, д. Грязь, Московская область      | «Soll ich dich. Teurer, nicht mehr sehn…» (Вольфганг Амадей Моцарт / Эмануэль Шиканедер)      |                       |                       | —                     | —                     |
| 6  | Екатерина Викторова 22 года, Орск, Оренбургская область | «Шиншилла» (Константин Веретенников, Татьяна Миронова)                                        | —                     | —                     | —                     | —                     |
| 7  | Олег Кондраков 31 год, Дзержинск, Нижегородская область | «Billie Jean» (Майкл Джексон)                                                                 | —                     |                       |                       |                       |
| 8  | Алёна Поль 29 лет, Сургут                               | «Apres moi» / «Февраль» (Регина Спектор, русский текст Бориса Пастернака)                     |                       |                       | —                     | —                     |
| 9  | Аслан Ахмадов 43 года, Баку, Азербайджан                | «Gee, Baby, Ain’t I Good to You» (Энди Разаф, Дон Редман)                                     | —                     |                       |                       | —                     |
| 10 | Андрей Весенин 28 лет, Барнаул, Алтайский край          | «Черный ворон» (Слова и музыка народные)                                                      | —                     | —                     | —                     | —                     |
| 11 | Влади Блайберг 33 года, Тель-Авив, Израиль              | «All in Love Is Fair» (Стиви Уандер)                                                          |                       | —                     | —                     | —                     |
| 12 | Дария Ставрович 30 лет, Москва                          | «Zombie» (Долорес О’Риордан, Ноэл Хоган)                                                      |                       |                       |                       |                       |

### Выпуск № 6: Слепые прослушивания. 6-я неделя
| №  | Исполнитель                                         | Песня                                                                                                  | Наставники и их выбор | Наставники и их выбор | Наставники и их выбор | Наставники и их выбор |
| №  | Исполнитель                                         | Песня                                                                                                  | Билан                 | Гагарина              | Агутин                | Лепс                  |
| -- | --------------------------------------------------- | --- | --------------------- | --------------------- | --------------------- | --------------------- |
| 1  | Михаил Житов 25 лет, Архангельск                    | «Moody’s Mood for Love» (Джеймс Муди, Джимми Макхью, Дороти Филдс)                                     |                       |                       |                       |                       |
| 2  | Наталья Кириллова 30 лет, Нижний Новгород           | «Песня Анюты» (Исаак Дунаевский / Василий Лебедев-Кумач)                                               | —                     | —                     | —                     | —                     |
| 3  | Хенсли Пойнен 27 лет, Карт-Борн, Маврикий           | «Wake Me Up» (Тим Берглинг (Авичи), Майк Эйнзигер, Алоэ Блэк)                                          | —                     |                       |                       | —                     |
| 4  | Инга Лепсверидзе 31 год, Сочи                       | «Not About Angels» (Жасмин ван ден Богард (Birdy))                                                     | —                     | —                     | —                     | —                     |
| 5  | Владислав Русаков 22 года, Барнаул, Алтайский край  | «Как я тебя ждала» (Сергей Трофимов)                                                                   | —                     | —                     | —                     | —                     |
| 6  | Нико Неман 33 года, Сочи                            | «Ария Калафа из оперы Турандот» (Джакомо Пуччини / Джузеппе Адами, Ренато Симони)                      | —                     |                       |                       |                       |
| 7  | Ксения Миляева 29 лет, Ялта, Украина                | «С тобой» (Брендон Стоун / Вениамин Борисов)                                                           | —                     | —                     | —                     | —                     |
| 8  | Роман Багаджиян 19 лет, Ростов-на-Дону              | «All of Me» (Сеймур Саймонс, Джералд Маркс)                                                            | —                     |                       |                       |                       |
| 9  | Аурика Мгои 21 год, Ижевск                          | «Crazy» (Брайан Джозеф Бёртон (Danger Mouse), Си Ло Грин, Джан Франко Ревербери, Джан Пьеро Ревербери) |                       | —                     | —                     | —                     |
| 10 | Татьяна Шаманина 35 лет, Нижневартовск              | «Нелюбовь» (Юрий Усачёв / Ева Польна)                                                                  | —                     |                       |                       |                       |
| 11 | Олег Сидоров 22 года, Краснознаменск                | «От боли я пою» (Александр Барыкин / Аркадий Славоросов)                                               |                       | —                     | —                     | —                     |
| 12 | Марина Макенза 32 года, Каменец-Подольский, Украина | «Play Dead» (Бьорк, Джа Уоббл, Дэвид Арнольд)                                                          | —                     | —                     |                       |                       |

### Выпуск № 7: Слепые прослушивания. 7-я неделя
Выпуск вышел в эфир 14 октября 2016 года.
| №  | Исполнитель                                                    | Песня                                                                                   | Наставники и их выбор | Наставники и их выбор | Наставники и их выбор | Наставники и их выбор |
| №  | Исполнитель                                                    | Песня                                                                                   | Билан                 | Гагарина              | Агутин                | Лепс                  |
| -- | -------------------------------------------------------------- | --------------------------------------------------------------------------------------- | --------------------- | --------------------- | --------------------- | --------------------- |
| 1  | Анастасия Данилова 26 лет, Сочи                                | «One Day»                                                                               | —                     | —                     | —                     | —                     |
| 2  | Николай Басков 40 лет, Москва                                  | «Il Mondo»                                                                              |                       |                       | —                     | —                     |
| 3  | Екатерина Ковская 32 года, Санкт-Петербург                     | «Ты скажи» (Владимир Пресняков / Леонид Дербенев)                                       |                       |                       | —                     | —                     |
| 4  | Борис Шешера 21 год, Кумертау, Республика Башкортостан         | «Someone Tell Me Why» (Энтони Чарльз Уильямс II)                                        |                       | —                     |                       |                       |
| 5  | Елена Алексеева 37 лет, Великие Луки                           | «Roxanne» (Стинг)                                                                       | —                     |                       |                       |                       |
| 6  | София Берия 20 лет, Дивногорск                                 | «Не для меня» (Народная)                                                                | —                     | —                     | —                     | —                     |
| 7  | Сардор Милано 24 года, Ташкент, Узбекистан                     | «Voi Che Sapete» из оперы «Свадьба Фигаро» (Вольфганг Амадей Моцарт / Лоренцо да Понте) |                       |                       |                       |                       |
| 8  | Аделина Моисеева 20 лет, Луганск, Украина                      | «You Are So Beautiful» (Брюс Фишер, Билли Престон)                                      | Полная команда        | —                     |                       |                       |
| 9  | Бажана Животкова 32 года, Киев, Украина                        | «Ой, чий то кінь стоїть» (Народная)                                                     | Полная команда        |                       | —                     | —                     |
| 10 | Катерина Балыкбаева 47 лет, Тирасполь, Молдова / Ялта, Украина | «Hijo de la luna» (Хосе Мария Кано)                                                     | Полная команда        | Полная команда        |                       | —                     |
| 11 | Ольга Абдуллина 32 года, п. Аргаяш, Тюменская область          | «Dr. Feelgood» (Арета Франклин, Теодор Ричард Уайт)                                     | Полная команда        | Полная команда        | —                     |                       |
| 12 | Андрей Проценко 54 года, Ташкент, Узбекистан / Москва          | «Change the World» (Томми Симс, Гордон Кеннеди, Уэйн Киркпатрик)                        | Полная команда        | Полная команда        |                       | Полная команда        |

## Поединки

### Выпуски № 8-11: Поединки
Легенда:
Этап «Поединки» начался 21 октября 2016 года, а закончился 11 ноября 2016 года. Каждый Наставник мог спасти двух выбывающих участников из других команд. 36 участников, которые выиграли свои поединки или были спасены другими Наставниками, прошли в этап «Нокауты».
| Выпуск                | Наставник       | № | Победитель            | Песня | Проигравший               | Спасение       | Спасение | Спасение       | Спасение       |
| Выпуск                | Наставник       | № | Победитель            | Песня | Проигравший               | Билан          | Гагарина | Агутин         | Лепс           |
| --------------------- | --------------- | - | --------------------- | --- | ------------------------- | -------------- | -------- | -------------- | -------------- |
| Выпуск 8 (21 октября) | Григорий Лепс   | 1 | Сергей Ручкин         | «Лондон» (Тимати, Григорий Лепс, Василий Уриевский)                                                       | Василий Уриевский         | —              | —        | —              | —              |
| Выпуск 8 (21 октября) | Полина Гагарина | 2 | Михаил Житов          | «Runnin'» (Джонни Коффер, Naughty Boy, Бейонсе, Эрроу Бенджамин, Карла Мари Уильямс)                      | Елена Екимова             | —              | —        | —              | —              |
| Выпуск 8 (21 октября) | Дима Билан      | 3 | Валерия Гехнер        | «Заболеть бы» (Злата Раздолина / Анна Ахматова)                                                           | Екатерина Гордон          | —              | —        | —              | —              |
| Выпуск 8 (21 октября) | Леонид Агутин   | 4 | Владислав Венгли      | «Black or White» (Майкл Джексон, Билл Боттрелл)                                                           | Кайрат Примбердиев        |                | —        | —              | —              |
| Выпуск 8 (21 октября) | Полина Гагарина | 5 | Екатерина Ковская     | «Зима в сердце» (Юрий Усачев / Ева Польна)                                                                | Аслан Ахмадов             | —              | —        | —              | —              |
| Выпуск 8 (21 октября) | Григорий Лепс   | 6 | Нико Неман            | «I Want to Break Free» (Джон Дикон)                                                                       | Василина Краснослободцева | —              | —        | —              | —              |
| Выпуск 8 (21 октября) | Леонид Агутин   | 7 | Ксения Коробкова      | «Проститься» (Владимир Кристовский)                                                                       | Андрей Проценко           | —              | —        | —              | —              |
|                       |                 |   |                       | |                           |                |          |                |                |
| Выпуск 9 (28 октября) | Полина Гагарина | 1 | Амината Савадого      | «It’s a Man’s World» (Джеймс Браун, Бетти Джин Ньюсон)                                                    | Чарли Армстронг           | —              | —        | —              | —              |
| Выпуск 9 (28 октября) | Леонид Агутин   | 2 | Борис Шешера          | «Если ты когда-нибудь меня простишь» (Леонид Агутин)                                                      | Александра Кузнецова      | —              | —        | —              | —              |
| Выпуск 9 (28 октября) | Дима Билан      | 3 | Олег Сидоров          | «Something Got Me Started» (Фриц Макинтайр, Мик Хакнелл)                                                  | Аурика Мгои               | —              | —        | —              | —              |
| Выпуск 9 (28 октября) | Григорий Лепс   | 4 | Юлиана Мелкумян       | «Ещё люблю» (Байгали Серкебаев / Байгали Серкебаев, Герман Витке)                                         | Ольга Абдуллина           | —              | —        | —              | —              |
| Выпуск 9 (28 октября) | Дима Билан      | 5 | Торнике Квитатиани    | «Помолимся за родителей» (Сосо Павлиашвили / Константин Губин)                                            | Влади Блайберг            | —              | —        |                | —              |
| Выпуск 9 (28 октября) | Леонид Агутин   | 6 | Уильям Борхес Идальго | «Besame mucho» (Консуэло Веласкес)/ «Desert Rose» (Стинг, Шеб Мами)/ «Siboney» (Эрнесто Лекуона)          | Катерина Балыкбаева       | —              | —        | —              | —              |
| Выпуск 9 (28 октября) | Григорий Лепс   | 7 | Дария Ставрович       | «From Yesterday» (Джаред Лето)                                                                            | Олег Кондраков            |                | —        | —              | —              |
|                       |                 |   |                       | |                           |                |          |                |                |
| Выпуск 10 (4 ноября)  | Полина Гагарина | 1 | Александра Гомель     | «Алло» (Алла Пугачёва / Игорь Николаев)                                                                   | Юлия Литош                | Полная команда | —        | —              | —              |
| Выпуск 10 (4 ноября)  | Григорий Лепс   | 2 | Кирилл Бабиев         | «Whataya Want from Me» (Макс Мартин, Юхан «Шеллбак» Шустер, Пинк)                                         | Марина Макенза            | Полная команда | —        | —              | —              |
| Выпуск 10 (4 ноября)  | Полина Гагарина | 3 | Татьяна Шаманина      | «Сестричка» (Максим Фадеев)/ «Пошла млада» (Алёна Романова, Тина Кузнецова, Юрий Усачёв / Слова народные) | Луиза Имангулова          | Полная команда | —        | —              |                |
| Выпуск 10 (4 ноября)  | Леонид Агутин   | 4 | Дарья Антонюк         | «That’s What Friends Are For» (Берт Бакарак / Кэрол Байер Сейджер)                                        | Темур и Денис Хагба       | Полная команда | —        | —              | —              |
| Выпуск 10 (4 ноября)  | Григорий Лепс   | 5 | Евгения Дравина       | «Обними» (Александр Куликов)                                                                              | Алла Омелюта              | Полная команда | —        | —              | —              |
| Выпуск 10 (4 ноября)  | Дима Билан      | 6 | Оксана Казакова       | «How It Used to Be» (Кирк Франклин)                                                                       | Сардор Милано             | Полная команда |          | —              | —              |
| Выпуск 10 (4 ноября)  | Дима Билан      | 7 | Юрий Юшкевич          | «May It Be» (Эния Бреннан, Ники и Рома Райан)                                                             | Верико Тухашвили          | Полная команда | —        | —              | —              |
|                       |                 |   |                       | |                           |                |          |                |                |
| Выпуск 11 (11 ноября) | Леонид Агутин   | 1 | Николь Кнаус          | «Самая лучшая» (Леонид Агутин)                                                                            | Дарья Мельникова          | Полная команда | —        | —              | —              |
| Выпуск 11 (11 ноября) | Леонид Агутин   | 1 | Николь Кнаус          | «Самая лучшая» (Леонид Агутин)                                                                            | Алла Головизнина          | Полная команда | —        | —              | —              |
| Выпуск 11 (11 ноября) | Григорий Лепс   | 2 | Александр Панайотов   | «Woman in Chains» (Роланд Орзабал)                                                                        | Елена Алексеева           |                | —        |                | —              |
| Выпуск 11 (11 ноября) | Полина Гагарина | 3 | Роман Багаджиян       | «Притяженья больше нет» (Константин Меладзе)                                                              | Бажана Животкова          | Полная команда | —        | Полная команда | —              |
| Выпуск 11 (11 ноября) | Дима Билан      | 4 | Алёна Поль            | «Corner of the Earth» (Роб Харрис, Джей Кей)                                                              | Полина Кузовкова          | Полная команда | —        | Полная команда | —              |
| Выпуск 11 (11 ноября) | Полина Гагарина | 5 | Хенсли Пойнен         | «Just the Way You Are» (Бруно Марс, Филип Лоуренс, Ари Левин, Халил Валтон, Хари Кейн)                    | Илья Хвостов              | Полная команда | —        | Полная команда |                |
| Выпуск 11 (11 ноября) | Дима Билан      | 6 | Ян Маерс              | «Колокол далей небесных» (Константин Меладзе)                                                             | Алексей Романов           | Полная команда | —        | Полная команда | Полная команда |
| Выпуск 11 (11 ноября) | Леонид Агутин   | 7 | Вадим Капустин        | «Moondance» (Ван Моррисон)                                                                                | Аделина Моисеева          | Полная команда |          | Полная команда | Полная команда |

## Нокауты

### Выпуски № 12-14: Нокауты
Легенда
| Выпуск                | Наставник       | № | Песня | Победители          | Проигравший           | Песня                                                                     |
| --------------------- | --------------- | - | --- | ------------------- | --------------------- | ------------------------------------------------------------------------- |
| Выпуск 12 (18 ноября) | Полина Гагарина | 1 | «La La La» (Джонни Коффер, Аль Хакам Эль Кубейси, Naughty Boy, Фробишер Мбабази, Джеймс Мюррей, Джеймс Нэйпир, Мустафа Омер, Сэм Смит) | Михаил Житов        | Александра Гомель     | «Кеды» (Татьяна Липницкая)                                                |
| Выпуск 12 (18 ноября) | Полина Гагарина | 1 | «Come Together» (Джон Леннон, Пол Маккартни)                                                                                           | Хенсли Пойнен       | Александра Гомель     | «Кеды» (Татьяна Липницкая)                                                |
| Выпуск 12 (18 ноября) | Дима Билан      | 2 | «I Was Born to Love You» (Фредди Меркьюри)                                                                                             | Валерия Гехнер      | Юрий Юшкевич          | «Поклонники» (Эдуард Артемьев)                                            |
| Выпуск 12 (18 ноября) | Дима Билан      | 2 | «Только» (Нюша Шурочкина) | Олег Сидоров        | Юрий Юшкевич          | «Поклонники» (Эдуард Артемьев)                                            |
| Выпуск 12 (18 ноября) | Леонид Агутин   | 3 | «Если он уйдёт» (Нурлан Мамбетов / Анжелика Варум)                                                                                     | Дарья Антонюк       | Борис Шешера          | «Personal Jesus» (Мейбон Теени Ходжес, Эл Грин, Энтони Чарльз Уильямс II) |
| Выпуск 12 (18 ноября) | Леонид Агутин   | 3 | «Чудесная страна» (Евгений Хавтан / Алексей Понизовский)                                                                               | Вадим Капустин      | Борис Шешера          | «Personal Jesus» (Мейбон Теени Ходжес, Эл Грин, Энтони Чарльз Уильямс II) |
| Выпуск 12 (18 ноября) | Григорий Лепс   | 4 | «Me Voy» (Ясмин Леви) | Луиза Имангулова    | Евгения Дравина       | «Вечная любовь» (Жорж Гарваренц / Шарль Азнавур, Наталья Кончаловская)    |
| Выпуск 12 (18 ноября) | Григорий Лепс   | 4 | «Too Close» (Алекс Клэр, Джим Дагид)                                                                                                   | Илья Хвостов        | Евгения Дравина       | «Вечная любовь» (Жорж Гарваренц / Шарль Азнавур, Наталья Кончаловская)    |
|                       |                 |   | |                     |                       |                                                                           |
| Выпуск 13 (25 ноября) | Григорий Лепс   | 1 | «Я свободен» (Валерий Кипелов, Сергей Маврин — Маргарита Пушкина)                                                                      | Нико Неман          | Юлиана Мелкумян       | «Поздно» (Виктор Дробыш — Елена Стюф)                                     |
| Выпуск 13 (25 ноября) | Григорий Лепс   | 1 | «Падаю в небо» (Алексей Белов — Ольга Кормухина)                                                                                       | Кирилл Бабиев       | Юлиана Мелкумян       | «Поздно» (Виктор Дробыш — Елена Стюф)                                     |
| Выпуск 13 (25 ноября) | Полина Гагарина | 2 | «Скажи нет» (Михаил Бублик) | Екатерина Ковская   | Амината Савадого      | «Обернись» (Дмитрий Притула, Леонид Притула)                              |
| Выпуск 13 (25 ноября) | Полина Гагарина | 2 | «Я тебя поцеловала» (Алла Пугачёва — Александр Николаев)                                                                               | Аделина Моисеева    | Амината Савадого      | «Обернись» (Дмитрий Притула, Леонид Притула)                              |
| Выпуск 13 (25 ноября) | Леонид Агутин   | 3 | «His Eye Is on the Sparrow» (Чарльз Габриэль — Сивилла Мартин)                                                                         | Николь Кнаус        | Владислав Венгли      | «I’m Never Fall in Love» (Лонни Донеган, Джимми Карри)                    |
| Выпуск 13 (25 ноября) | Леонид Агутин   | 3 | «Звёздочка моя ясная» (Владимир Семёнов — Ольга Фокина)                                                                                | Влади Блайберг      | Владислав Венгли      | «I’m Never Fall in Love» (Лонни Донеган, Джимми Карри)                    |
| Выпуск 13 (25 ноября) | Дима Билан      | 4 | «Ночь (Памяти Маяковского)» (Давид Тухманов — Владимир Маяковский)                                                                     | Олег Кондраков      | Ян Маерс              | «Breach the Line» (Максим Фадеев — Александр Чистяков)                    |
| Выпуск 13 (25 ноября) | Дима Билан      | 4 | «Abrazame» (Хулио Иглесиас ― Рафаэль Ферро)                                                                                            | Торнике Квитатиани  | Ян Маерс              | «Breach the Line» (Максим Фадеев — Александр Чистяков)                    |
|                       |                 |   | |                     |                       |                                                                           |
| Выпуск 14 (2 декабря) | Дима Билан      | 1 | «Старинные часы» (Раймонд Паулс — Илья Резник)                                                                                         | Оксана Казакова     | Алёна Поль            | «Девка по саду ходила» (Народная)                                         |
| Выпуск 14 (2 декабря) | Дима Билан      | 1 | «The Best» (Майк Чепмен, Холли Найт)                                                                                                   | Кайрат Примбердиев  | Алёна Поль            | «Девка по саду ходила» (Народная)                                         |
| Выпуск 14 (2 декабря) | Леонид Агутин   | 2 | «You’re Not From Here» (Уолтер Афанасьефф, Рик Аллисон — Уолтер Афанасьефф, Лара Фабиан, Джон Беттис)                                  | Ксения Коробкова    | Уильям Борхес Идальго | «Я поднимаю свой бокал» (Андрей Никольский)                               |
| Выпуск 14 (2 декабря) | Леонид Агутин   | 2 | «Я сама своя» (Сергей Петухов — Сергей Петухов, Елена Алексеева)                                                                       | Елена Алексеева     | Уильям Борхес Идальго | «Я поднимаю свой бокал» (Андрей Никольский)                               |
| Выпуск 14 (2 декабря) | Полина Гагарина | 3 | «The Edge of Glory» (Леди Гага, Фернандо Гарибай, Пол Блэр)                                                                            | Татьяна Шаманина    | Роман Багаджиян       | «Stayin’ Alive» (Робин Гибб, Барри Гибб, Морис Гибб)                      |
| Выпуск 14 (2 декабря) | Полина Гагарина | 3 | «Caruso» (Лучо Далла) | Сардор Милано       | Роман Багаджиян       | «Stayin’ Alive» (Робин Гибб, Барри Гибб, Морис Гибб)                      |
| Выпуск 14 (2 декабря) | Григорий Лепс   | 4 | «Телефонная книжка» (Виктор Резников)                                                                                                  | Александр Панайотов | Сергей Ручкин         | «Everytime You Go Away» (Дарил Холл)                                      |
| Выпуск 14 (2 декабря) | Григорий Лепс   | 4 | «Круги на воде» (Дария Ставрович, Сергей Боголюбский — Дария Ставрович, Игорь Лобанов)                                                 | Дария Ставрович     | Сергей Ручкин         | «Everytime You Go Away» (Дарил Холл)                                      |

## Четвертьфинал

### Выпуски № 15-16: Четвертьфиналы
Прямые эфиры четвертьфиналов вышли 9 и 16 декабря 2016.Наставники разобьют свои команды на две тройки. По результатам голосования зрителей и наставника из каждой тройки дальше пройдет лишь один. После этого раунда в командах останется по 2 участников.
Легенда
| Выпуск                 | Наставник       | №                   | Участник | Песня                                                                                               | Голоса наставника | Голоса зрителей | Сумма голосов      | Итог               |
| ---------------------- | --------------- | ------------------- | --- | --------------------------------------------------------------------------------------------------- | ----------------- | --------------- | ------------------ | ------------------ |
| Выпуск 15 (9 декабря)  | Леонид Агутин   | 1                   | Влади Блайберг | «Я вспоминаю» (Юрий Антонов / Леонид Фадеев)                                                        | 20%               | 24,2%           | 44,2%              | Выбыл              |
| Выпуск 15 (9 декабря)  | Леонид Агутин   | 2                   | Елена Алексеева | «La Belle Dame Sans Regrets» (Стинг, Доминик Миллер)                                                | 30%               | 12,9%           | 42,9%              | Выбыла             |
| Выпуск 15 (9 декабря)  | Леонид Агутин   | 3                   | Дарья Антонюк | «Колокол» (Леонид Агутин)                                                                           | 50%               | 62,9%           | 112,9%             | Прошла в полуфинал |
| Выпуск 15 (9 декабря)  | Полина Гагарина | 4                   | Аделина Моисеева | «Valerie» (Дэйв МакКейб, Рассел Притчард, Шон Пайн, Эби Хардинг, Боян Чаудери)                      | 20%               | 19,5%           | 39,5%              | Выбыла             |
| Выпуск 15 (9 декабря)  | Полина Гагарина | 5                   | Татьяна Шаманина | «К Тебе» (Татьяна Шаманина)                                                                         | 50%               | 18,5%           | 68,5%              | Выбыла             |
| Выпуск 15 (9 декабря)  | Полина Гагарина | 6                   | Сардор Милано | «Taki Rari» (Мойзес Виванко)                                                                        | 30%               | 62%             | 92%                | Прошёл в полуфинал |
| Выпуск 15 (9 декабря)  | Дима Билан      | 7                   | Торнике Квитатиани | «Осколки лета» (Константин Меладзе)                                                                 | 20%               | 45,9%           | 65,9%              | Выбыл              |
| Выпуск 15 (9 декабря)  | Дима Билан      | 8                   | Олег Сидоров | «Wrecking Ball» (Лукаш Готтвальд, Морин Анна Макдональд, Стефан Моккио, Саша Скарбек, Генри Уолтер) | 30%               | 18,7%           | 48,7%              | Выбыл              |
| Выпуск 15 (9 декабря)  | Дима Билан      | 9                   | Кайрат Примбердиев | «Я спросил у ясеня…» (Микаэл Таривердиев / Владимир Киршон)                                         | 50%               | 35,4%           | 85,4%              | Прошёл в полуфинал |
| Выпуск 15 (9 декабря)  | Григорий Лепс   | 10                  | Нико Неман | «Ария Канио» из оперы «Паяцы» (Руджеро Леонкавалло)                                                 | 30%               | 27,6%           | 57,6%              | Выбыл              |
| Выпуск 15 (9 декабря)  | Григорий Лепс   | 11                  | Илья Хвостов | «Небо Лондона» (Земфира Рамазанова)                                                                 | 20%               | 34,5%           | 54,5%              | Выбыл              |
| Выпуск 15 (9 декабря)  | Григорий Лепс   | 12                  | Дария Ставрович | «Army of Me» (Бьорк, Грэхэм Месси)                                                                  | 50%               | 37,9%           | 87,9%              | Прошла в полуфинал |
|                        |                 |                     | | |                   |                 |                    |                    |
| Выпуск 16 (16 декабря) |                 |                     | | |                   |                 |                    |                    |
| Полина Гагарина        | 1               | Екатерина Ковская   | «Поднимись над суетой» (Алла Пугачёва / Илья Резник)                                                                   | 30%                                                                                                 | 24,9%             | 54,9%           | Выбыла             |                    |
| Полина Гагарина        | 2               | Хенсли Пойнен       | «Fragile» (Стинг) | 20%                                                                                                 | 12,2%             | 32,2%           | Выбыл              |                    |
| Полина Гагарина        | 3               | Михаил Житов        | «Малыш» (Сергей Сумачаков)                                                                                             | 50%                                                                                                 | 62,9%             | 112,9%          | Прошёл в полуфинал |                    |
| Дима Билан             | 4               | Оксана Казакова     | «The Power of Love» (Гюнтер Менде, Кэнди де Руж, Дженнифер Раш, Мэри Сьюзен Эпплгейт)                                  | 30%                                                                                                 | 41,4%             | 71,4%           | Выбыла             |                    |
| Дима Билан             | 5               | Валерия Гехнер      | «Руки» (Илья Жак / Василий Лебедев-Кумач)                                                                              | 20%                                                                                                 | 16%               | 36%             | Выбыла             |                    |
| Дима Билан             | 6               | Олег Кондраков      | «Recovery» (Джеймс Артур, Ина Врольдсен, Тьяго Карвальо)                                                               | 50%                                                                                                 | 42,6%             | 92,6%           | Прошёл в полуфинал |                    |
| Григорий Лепс          | 7               | Луиза Имангулова    | «Вера» (Константин Меладзе — Анастасия Приходько)                                                                      | 30%                                                                                                 | 24,7%             | 54,7%           | Выбыла             |                    |
| Григорий Лепс          | 8               | Александр Панайотов | «Зачем тебе я» (Наталья Павлова)                                                                                       | 50%                                                                                                 | 53,1%             | 103,1%          | Прошёл в полуфинал |                    |
| Григорий Лепс          | 9               | Кирилл Бабиев       | «Closer to the Edge» (Джаред Лето)                                                                                     | 20%                                                                                                 | 22,2%             | 42,2%           | Выбыл              |                    |
| Леонид Агутин          | 10              | Николь Кнаус        | «Love on Top» (Бейонсе, Тэриус Нэш, Ши Тейлор)                                                                         | 20%                                                                                                 | 19,7%             | 39,7%           | Выбыла             |                    |
| Леонид Агутин          | 11              | Ксения Коробкова    | «Adagio» (Томазо Джованни Альбинони, Ремо Джадзотто — Лара Фабиан, Давид Чарлес Пиккель, Эрик Влеменкс, Леонид Агутин) | 30%                                                                                                 | 56,7%             | 86,7%           | Прошла в полуфинал |                    |
| Леонид Агутин          | 12              | Вадим Капустин      | «Easy» (Лайонел Ричи)                                                                                                  | 50%                                                                                                 | 23,6%             | 73,6%           | Выбыл              |                    |

## Полуфинал

### Выпуск № 17: Полуфинал
Выпуск вышел в прямом эфире 23 декабря 2016 года.
Легенда
| Выпуск                 | Наставник       | № | Участник            | Песня | Голоса наставника | Голоса зрителей | Сумма голосов | Итог           |
| ---------------------- | --------------- | - | ------------------- | --- | ----------------- | --------------- | ------------- | -------------- |
| Выпуск 17 (23 декабря) | Дима Билан      | 1 | Кайрат Примбердиев  | «And I Am Telling You I'm Not Going» (Генри Кригер / Том Эйен)                                                   | 60%               | 58,8%           | 118,8%        | Прошёл в финал |
| Выпуск 17 (23 декабря) | Дима Билан      | 2 | Олег Кондраков      | «Лети, Лиза» (Егор Солодовников)                                                                                 | 40%               | 41,2%           | 81,2%         | Выбыл          |
| Выпуск 17 (23 декабря) | Полина Гагарина | 3 | Сардор Милано       | «Il Mio Coure Va» (Джеймс Хорнер / Уилл Дженнигс, итальянский вариант Микеланджело Ла Бьонда, Кармело Ла Бьонда) | 60%               | 52,3%           | 112,3%        | Прошёл в финал |
| Выпуск 17 (23 декабря) | Полина Гагарина | 4 | Михаил Житов        | «Бабушка» (Владимир Пресняков / Александр Бойчук)                                                                | 40%               | 47,7%           | 87,7%         | Выбыл          |
| Выпуск 17 (23 декабря) | Леонид Агутин   | 5 | Дарья Антонюк       | «Somebody to Love» (Фредди Меркьюри)                                                                             | 60%               | 72%             | 132%          | Прошла в финал |
| Выпуск 17 (23 декабря) | Леонид Агутин   | 6 | Ксения Коробкова    | «Я все ещё люблю» (Виктор Дробыш / Наталия Власова)                                                              | 40%               | 28%             | 68%           | Выбыла         |
| Выпуск 17 (23 декабря) | Григорий Лепс   | 7 | Дария Ставрович     | «Chandelier» (Сия Ферлер, Джесс Шаткин)                                                                          | 40%               | 35,1%           | 75,1%         | Выбыла         |
| Выпуск 17 (23 декабря) | Григорий Лепс   | 8 | Александр Панайотов | «Не тревожь мне душу, скрипка» (Константин Меладзе)                                                              | 60%               | 64,9%           | 124,9%        | Прошёл в финал |

| № | Исполнители                                            | Песня                                                           |
| - | ------------------------------------------------------ | --------------------------------------------------------------- |
| 1 | Николай Носков, Кайрат Примбердиев и Олег Кондраков    | «Паранойя» (Николай Носков / Игорь Брусенцев)                   |
| 2 | IOWA, Сардор Милано и Михаил Житов                     | «Бьёт бит» (Леонид Терещенко / Екатерина Иванчикова)            |
| 3 | Евгений Маргулис, Дарья Антонюк и Ксения Коробкова     | «Шанхай-блюз» (Евгений Маргулис / Валерий Сюткин, Сергей Миров) |
| 4 | Валерий Меладзе, Александр Панайотов и Дария Ставрович | «Текила-любовь» (Константин Меладзе)                            |

## Финал

### Выпуск № 18: Финал
Финал вышел в прямом эфире 30 декабря 2016 года. Дарья Антонюк из команды Леонида Агутина стала победителем.
| Выпуск                 | Наставник       | Участник            | № | Дуэт с наставником                                          | № | Соло №1                                                           | №     | Соло №2                                                 | Голоса зрителей | Итог            |
| Выпуск 18 (30 декабря) |                 |                     |   |                                                             |   |                                                                   |       |                                                         |                 |                 |
| ---------------------- | --------------- | ------------------- | - | ----------------------------------------------------------- | - | ----------------------------------------------------------------- | ----- | ------------------------------------------------------- | --------------- | --------------- |
| Выпуск 18 (30 декабря) | Полина Гагарина | Сардор Милано       | 1 | «Навек» (Константин Меладзе)                                | 5 | «Улетай на крыльях ветра» (Александр Бородин / Владимир Стасов)   | Выбыл | Выбыл                                                   | Выбыл           | Четвёртое место |
| Выпуск 18 (30 декабря) | Дима Билан      | Кайрат Примбердиев  | 2 | «Trouble» (Шейфер Чимер Смит)                               | 6 | «Как молоды мы были» (Александра Пахмутова / Николай Добронравов) | 9     | «Unchain My Heart» (Тедди Пауэлл / Бобби Шарп)          | Выбыл           | Третье место    |
| Выпуск 18 (30 декабря) | Григорий Лепс   | Александр Панайотов | 3 | «Я слушал дождь» (Евгений Кобылянский / Анатолий Долженков) | 7 | «Исповедь» (Алексей Гарнизов / Николай Зиновьев)                  | 10    | «Careless Whisper»» (Джордж Майкл / Эндрю Риджли)       | 46,5%           | Второе место    |
| Выпуск 18 (30 декабря) | Леонид Агутин   | Дарья Антонюк       | 4 | «Твой голос» (Леонид Агутин)                                | 8 | «Without You» (Пит Хэм / Том Эванс)                               | 11    | «Дорогой длинною» (Борис Фомин / Константин Подревский) | 53,5%           | Победитель      |

Выступления вне конкурса
| № | Исполнители                                           | Песня |
| - | ----------------------------------------------------- | --- |
| 1 | Финалисты 5 сезона                                    | «Ti amo» (Умберто Тоцци, Джанкарло Бигацци)                                                                    |
| 2 | Сардор Милано / Хенсли Пойнен / Вокальный проект ViVA | «Circle of Life» (Элтон Джон, Тим Райс)                                                                        |
| 3 | Дарья Антонюк                                         | «Дорогой длинною» (Борис Фомин / Константин Подревский)                                                        |
| 4 | Все участники 5 сезона                                | «Жить» (Игорь Матвиенко / Валерий Селезнёв, Игорь Матвиенко, Александр Шаганов, Джахан Поллыева, Тимур Юнусов) |